# Doncaster Rovers Football Club
Pour le club féminin, voir Doncaster Rovers Belles Ladies Football Club.
Maillots
Actualités
Le Doncaster Rovers Football Club est un club de football anglais basé à Doncaster, dans le Yorkshire du Sud. Fondé en 1879, son histoire s'est majoritairement écrite dans les troisième et quatrième divisions du championnat anglais, même s'il a également évolué en deuxième division de temps à autre, le plus récemment en 2013-2014.
Les Rovers, dont les couleurs traditionnelles sont le rouge et le blanc, ont évolué au stade de Belle Vue pendant plus de quatre-vingts-ans. Depuis 2007, ils jouent à domicile au Keepmoat Stadium.

## Histoire

### Origines (1879-1939)

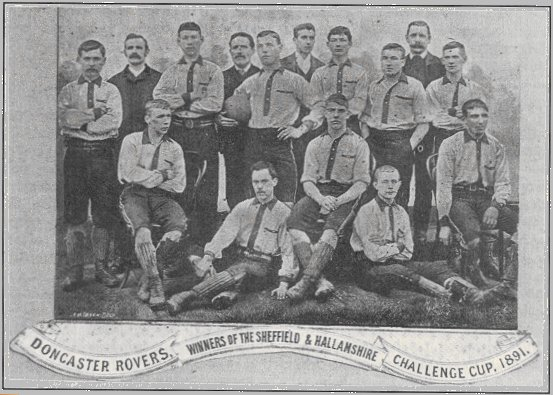
Les Doncaster Rovers en 1891, année de leur première victoire dans la.

Le Doncaster Rovers Football Club voit le jour en septembre 1879, lorsqu'une équipe constituée par Albert Jenkins, un machiniste de la Great Northern Railway, dispute un match contre l'équipe du Yorkshire Institute for the Deaf and Dumb. C'est après ce match que Jenkins et ses amis décident de fonder une équipe en bonne et due forme. Durant leurs premières années d'existence, les Rovers n'ont pas de stade attitré. Ils finissent par s'installer sur le terrain appartenant à l'Institute en 1885, un stade qui prend par la suite le nom d'Intake Ground. Le club dispute sa première Coupe d'Angleterre en 1888 et rejoint la Midland League en 1891. Il remporte ce championnat des Midlands à deux reprises, en 1897 et 1899.
En 1901, les Doncaster Rovers sont élus pour remplacer New Brighton Tower au sein de la Football League. Ils terminent la saison 1901-1902 à la 7e position de la deuxième division, ce qui reste la meilleure performance de leur histoire. La saison suivante est moins bonne : le club termine 16e sur 18 et Braford City prend sa place au sein de la League. De retour en Midland League, les Rovers terminent la saison 1903-1904 à la 11e place, mais ils sont tout de même réélus pour rejoindre la League, en remplacement de Stockport County. Leur troisième saison en D2 s'avère encore pire que la précédente : ils terminent largement derniers, avec seulement trois victoires et deux nuls en trente-quatre matches, et perdent une nouvelle fois leur place en Football League. Ils ne la retrouvent qu'en 1923, mais en troisième division, cette fois-ci.
La principale figure de l'entre-deux-guerres est le milieu de terrain Fred Emery, qui dispute 417 matches de championnat sous le maillot des Rovers entre 1924 et 1936, un record dans l'histoire du club. Champions de Division Three North en 1935, les Rovers sont promus en deuxième division, mais ils ne s'y maintiennent que deux saisons avant de redescendre. En septembre 1939, l'éclatement de la Seconde Guerre mondiale interrompt toutes les compétitions de football au Royaume-Uni.

### Les succès de l'ère Peter Doherty (1945-1958)
Après la fin du conflit, les Doncaster Rovers passent une saison en D2 (1947-1948), mais c'est l'arrivée de l'international irlandais Peter Doherty comme joueur-entraîneur, en avril 1949, qui donne lieu à l'une des périodes les plus fastes de l'histoire du club. Sous sa houlette, les Rovers se maintiennent en deuxième division pendant huit ans, de 1950 à 1958, avec des joueurs comme les gardiens Ken Hardwick et Harry Gregg, les défenseurs Brian Makepeace et Charlie Williams (l'un des premiers footballeurs noirs de l'après-guerre), les milieux Len Graham et Johnny Mooney ou les attaquants Bert Tindill, Kit Lawlor et Alick Jeffrey.
Doherty quitte les Rovers en janvier 1958 pour aller entraîner Bristol City. Le club descend en troisième division à la fin de la saison, puis en quatrième division l'année suivante.

### Les succès de l'ère John Ryan (1998-2013)

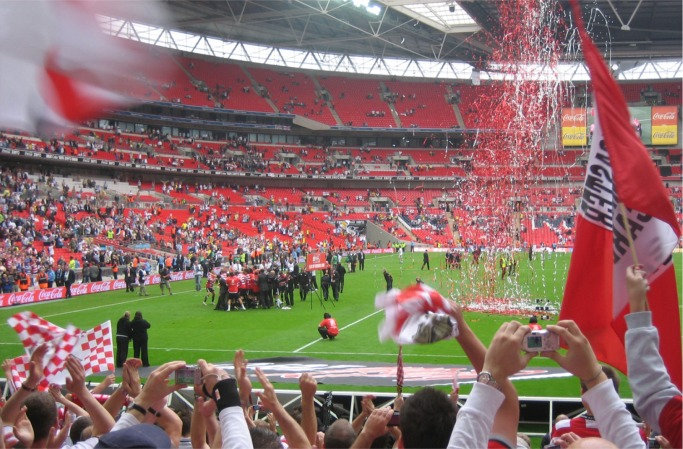
Les supporters de Doncaster fêtent la victoire de leur club contre Leeds United et leur montée en D2.

Les Doncaster Rovers remportent leur premier trophée majeur en 2007, grâce à leur victoire par 3 buts à 2 sur les Bristol Rovers en finale du Football League Trophy. Lors de la saison suivante, le club termine troisième de League One et doit disputer un barrage contre Leeds United pour être promu en deuxième division. Ce match, disputé au stade de Wembley le 25 mai 2008, est remporté 1-0 par les Rovers grâce à un but de James Hayter.
Le club parvient à terminer dans le milieu du classement de la D2 lors des deux saisons qui suivent sa montée (14e en 2008-2009, 12e en 2009-2010), mais les exercices suivants s'avèrent plus compliqués. Les Rovers terminent 21e (premiers non-relégables) en 2011 et débutent la saison 2011-2012 avec une série de sept matches sans victoires. L'entraîneur Sean O'Driscoll (en) est remplacé par Dean Saunders, qui offre au club sa première victoire de la saison contre Crystal Palace. Afin d'éviter la relégation, les Rovers font appel à de nombreux joueurs de renom à travers des prêts ou des contrats de très courte de durée, parmi lesquels des joueurs français comme Pascal Chimbonda ou Damien Plessis et des internationaux africains comme El-Hadji Diouf, Habib Beye, Hérita Ilunga, Lamine Diatta, Habib Bamogo et Mamadou Bagayoko. Cette expérience, menée par l'entremise de l'agent Willie McKay, se solde par un échec : les Rovers terminent bons derniers du championnat et retrouvent donc la troisième division.
Les attentes pour la saison 2012-2013 sont faibles, dix-neuf joueurs ayant quitté l'équipe durant l'intersaison. Malgré le départ de Dean Saunders pour Wolverhampton au mois de janvier, les Rovers, désormais entraînés par Brian Flynn, remportent le championnat de D3 en s'imposant 1-0 sur la pelouse de Brentford lors de l'ultime journée (but de James Coppington à la 96e minute). Cette victoire leur offre le titre, avec seulement un point d'avance sur Bournemouth.
En août 2013, le club fait parler de lui en recrutant le chanteur Louis Tomlinson, natif de Doncaster et membre du groupe One Direction, pour une saison. L'objectif de ce recrutement est de lever des fonds pour une œuvre de charité locale.
Paul Dickov remplace Flynn comme entraîneur pour la saison 2013-2014, au terme de laquelle les Rovers se classent 22e, à égalité de points avec Birmingham City (44), mais leur moins bonne différence de buts (–31 contre –16) les condamne à la relégation en D3. La saison 2013-2014 est également marquée par le départ du président John Ryan au mois de novembre, après quinze années à la tête du club.

### 2013 - présent
A l'issue de la saison 2021-22, Doncaster Rovers est relégué en EFL League Two (quatrième division anglaise).
A la fin de la saison 2024-25, le club est promu en League One, remportant le titre de D4.

## Palmarès et résultats

### Palmarès
| Championnats nationaux | Coupes nationales |

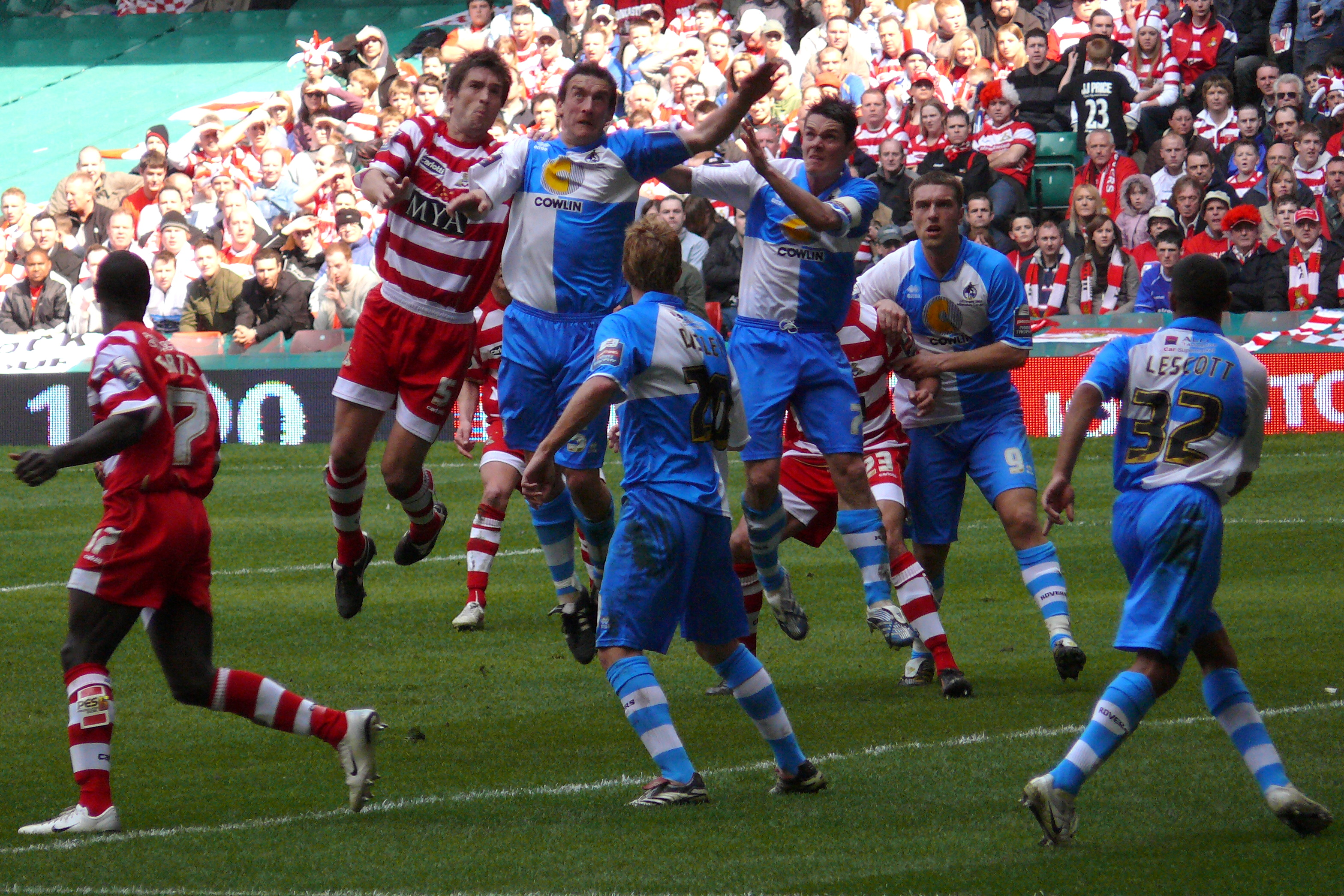
La finale du Football League Trophy 2006-2007 opposant les Doncaster Rovers (maillot rouge et blanc) aux Bristol Rovers (maillot bleu et blanc).

| - Championnat d'Angleterre de D2 (0): - Meilleur classement : 7e (1902). - Championnat d'Angleterre de D3 (1): - Champion : 2013. - Vainqueur des play-off : 2008. - Championnat d'Angleterre de D3 - Nord (3): - Champion : 1935, 1947, et 1950. - Vice-champion : 1938 et 1939. - Championnat d'Angleterre de D4 (4): - Champion : 1966, 1969, 2004 et 2024. - Vice-champion : 1984. - Championnat d'Angleterre de D5 (0): - Vainqueur des play-off : 2003. | - Football League Trophy (1): - Vainqueur : 2007. - Sheffield & Hallamshire Senior Cup (en) (4): - Vainqueur : 1891, 1912, 2001 et 2002. - Finaliste : 2003. - Sheffield & Hallamshire County Cup (en) (7): - Vainqueur : 1936, 1938, 1941, 1956, 1968, 1976 et 1986. - Finaliste : 1934, 1951, 1965, 1969, 1978, 1987 et 1993. - Conference League Cup (en) (2): - Vainqueur : 1999 et 2000. - Wharncliffe Charity Cup (en) (1): - Vainqueur : 1923. |

### Historique en championnat

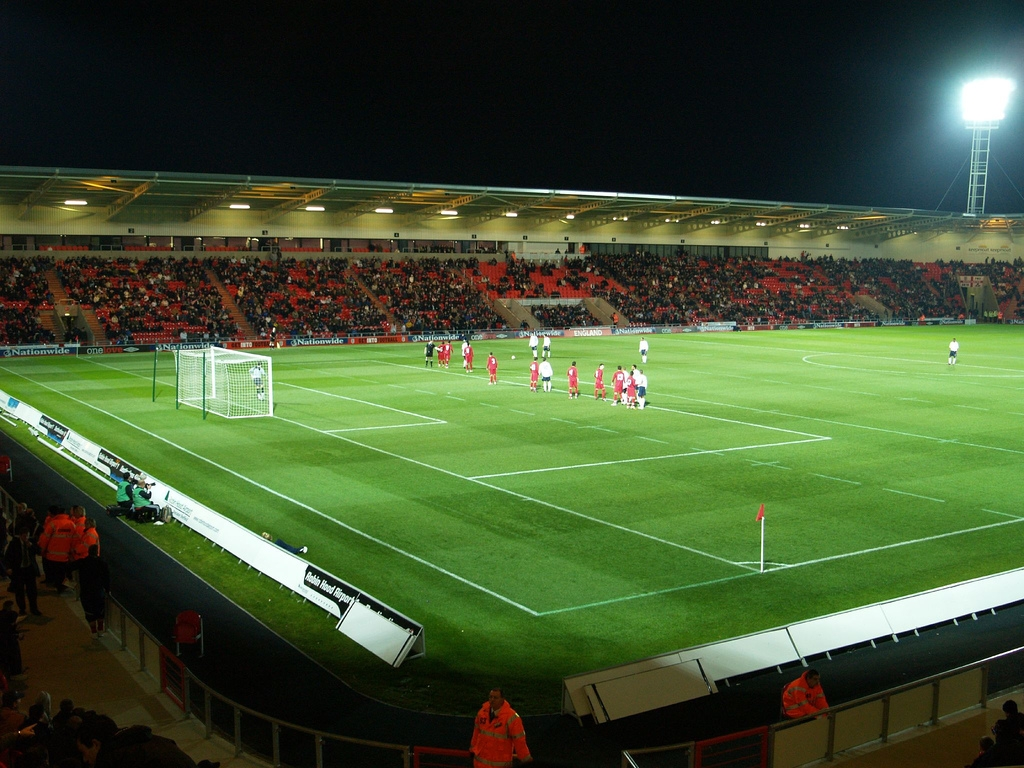
Keepmoat Stadium.

Depuis leur entrée dans la Football League, en 1901, les Doncaster Rovers ont joué dans les divisions suivantes :
- 1901-1903 : D2
- 1903-1904 : non-league
- 1904-1905 : D2
- 1905-1923 : non-league
- 1923-1935 : D3
- 1935-1937 : D2
- 1937-1947 : D3
- 1947-1948 : D2
- 1948-1950 : D3
- 1950-1958 : D2
- 1958-1959 : D3
- 1959-1966 : D4
- 1966-1967 : D3
- 1967-1969 : D4
- 1969-1971 : D3
- 1971-1981 : D4
- 1981-1983 : D3
- 1983-1984 : D4
- 1984-1988 : D3
- 1988-1998 : D4
- 1998-2003 : D5 (non-league)
- 2003-2004 : D4
- 2004-2008 : D3
- 2008-2012 : D2
- 2012-2013 : D3
- 2013-2014 : D2
- 2014-2016 : D3
- 2016-2017 : D4
- 2017-0000 : D3

## Joueurs et personnalités du club

### Entraîneurs
Le tableau suivant présente la liste des entraîneurs du club depuis 1920.
| Rang | Nom                                       | Période              |
| ---- | ----------------------------------------- | -------------------- |
| 1    | Billy Calder                              | juin 1920-?          |
| 2    | Harry Tufnell                             | mai 1921-mars 1922   |
| 3    | Arthur Porter                             | mai 1922-mars 1923   |
| 4    | Dick Ray                                  | juin 1923-mai 1927   |
| 5    | David Menzies                             | juin 1927-févr. 1936 |
| 6    | Fred Emery                                | mars 1936-juil. 1940 |
| 7    | Billy Marsden                             | avr. 1944-févr. 1946 |
| 8    | Jackie Bestall                            | févr. 1946-mai 1949  |
| 9    | Peter Doherty                             | mai 1949-janv. 1958  |
| 10   | Syd Bycroft & Jack Hodgson                | janv. 1958-juin 1958 |
| 11   | Jack Crayston                             | juin 1958-avr. 1959  |
| 12   | Jackie Bestall                            | avr. 1959-août 1960  |
| 13   | Norman Curtis                             | août 1960-juil. 1961 |
| 14   | Danny Malloy                              | août 1961-mars 1962  |
| 15   | Frank Marshall (intérim)                  | mars 1962-avr. 1962  |
| 16   | Oscar Hold                                | avr. 1962-avr. 1964  |
| 17   | Bill Leivers                              | août 1964-févr. 1966 |
| 18   | Jackie Bestall & Frank Marshall (intérim) | févr. 1966-mai 1966  |
| 19   | Jackie Bestall & Tom Garnett              | mai 1966-déc. 1966   |

| Rang | Nom                        | Période              |
| ---- | -------------------------- | -------------------- |
| 20   | Keith Kettleborough        | déc. 1966-mai 1967   |
| 21   | George Raynor              | juin 1967-nov. 1968  |
| 22   | Jackie Bestall (intérim)   | nov. 1968            |
| 23   | Lawrie McMenemy            | nov. 1968-mai 1971   |
| 24   | Maurice Setters            | juin 1971-nov. 1974  |
| 25   | Johnny Quigley (intérim)   | nov. 1974-févr. 1975 |
| 26   | Stan Anderson              | févr. 1975-nov. 1979 |
| 27   | Cyril Knowles (intérim)    | nov. 1979            |
| 28   | Billy Bremner              | nov. 1979-oct. 1985  |
| 29   | Dave Cusack                | oct. 1985-déc. 1987  |
| 30   | Dave Mackay                | déc. 1987-mars 1989  |
| 31   | Joe Kinnear                | mars 1989-juin 1989  |
| 32   | Billy Bremner              | juin 1989-nov. 1991  |
| 33   | Steve Beaglehole           | nov. 1991-déc. 1993  |
| 34   | Tony Cunningham (intérim)  | déc. 1993-janv. 1994 |
| 35   | Ian Atkins                 | janv. 1994-juin 1994 |
| 36   | Sammy Chung                | juil. 1994-août 1996 |
| 37   | Kerry Dixon                | août 1996-août 1997  |
| 38   | Colin Richardson (intérim) | sept. 1997           |

| Rang | Nom                                 | Période               |
| ---- | ----------------------------------- | --------------------- |
| 39   | Dave Cowling                        | oct. 1997             |
| 40   | Danny Bergara                       | nov. 1997             |
| 41   | Mark Weaver & Danny Bergara         | déc. 1997-mai 1998    |
| 42   | Ian Snodin                          | août 1998-avr. 2000   |
| 43   | Dave Penney & Mark Atkins (intérim) | avr. 2000-mai 2000    |
| 44   | Steve Wignall                       | mai 2000-janv. 2002   |
| 45   | Dave Penney                         | janv. 2002-août 2006  |
| 46   | Mickey Walker (intérim)             | sept. 2006            |
| 47   | Sean O'Driscoll                     | sept. 2006-sept. 2011 |
| 48   | Dean Saunders                       | sept. 2011-janv. 2013 |
| 49   | Brian Flynn                         | janv. 2013-mai 2013   |
| 50   | Paul Dickov                         | mai 2013-sept. 2015   |
| 51   | Rob Jones (intérim)                 | sept. 2015-oct. 2015  |
| 52   | Darren Ferguson                     | oct. 2015-            |

### Joueurs emblématiques
Joueur de l'année
| Année | Gagnant     |
| ----- | ----------- |
| 1997  | Colin Cramb |
| 1998  | Lee Warren  |
| 1999  | Ian Duerden |

| Année | Gagnant        |
| ----- | -------------- |
| 2000  | Simon Marples  |
| 2001  | Jamie Paterson |
| 2002  | Jamie Paterson |
| 2003  | Paul Barnes    |
| 2004  | Gregg Blundell |

| Année | Gagnant                    |
| ----- | -------------------------- |
| 2005  | Michael McIndoe            |
| 2006  | Michael McIndoe            |
| 2007  | Adam Lockwood & Graeme Lee |
| 2008  | Richie Wellens             |
| 2009  | Matthew Mills              |

| Année | Gagnant        |
| ----- | -------------- |
| 2010  | James O'Connor |
| 2011  | Billy Sharp    |
| 2012  | George Friend  |
| 2013  | Rob Jones      |
| 2014  | Chris Brown    |

| Année | Gagnant      |
| ----- | ------------ |
| 2015  | Nathan Tyson |

Autres joueurs emblématiques
- Brian Deane
- John Moncur
- Neil Redfearn
- Louis Tomlinson
- Mike Williamson
- Paul Green
- Pascal Chimbonda
- Marc-Antoine Fortuné
- Hérold Goulon
- Frédéric Piquionne
- Damien Plessis
- Fabien Robert
- Gabriel Tamaș
- Shelton Martis
- Giles Barnes
- Colin Miller
- Quinton Fortune
- Habib Bamogo
- Hérita Ilunga
- El-Hadji Diouf
- Mamadou Bagayoko
- Habib Beye